# Grünewald
Grünewald település Németországban, azon belül Brandenburgban. Lakosainak száma 506 fő (2023. december 31.). Grünewald Bernsdorf, Hermsdorf (bei Ruhland), Guteborn és Hohenbocka községekkel határos.

## Népesség
A település népességének változása:
| Lakosok száma | 532  | 523  | 513  | 515  | 506  |
|               | 2017 | 2019 | 2021 | 2022 | 2023 |